# S/S Mode
S/S Mode var ett svenskt lastfartyg som minsprängdes under andra världskriget.

## Historik
Mode levererades jämte systerfartyget S/S Magne (torpederat 1945) från Helsingörs varv 1912. De kylrumsförsedda fartygen insattes på traden Sverige - London och Kingston upon Hull. Som nybyggd var Mode ett av rederiets största fartyg och gick under hela första världskriget i fart på England samt lyckades klara sig för minor och torpeder den gången. Under lotsbyte utanför Tyne, nyårsdagen 1920 blev Mode påränd av engelska ångaren Marsden. Mode, som fick en del skador, hade i styckgodslasten, något som då var mindre vanligt, fyra bilar. 1921 strandade Mode vid Hanstholm på Jylland och flottdrogs tre dagar senare med betydande bottenskador sedan 350 ton av lasten kastats över bord. 1924 överförde Mode stoftet av den franske ministern Louis Delavaud, som hade avlidit i Stockholm, till Rouen.

## Minsprängningen
Mode var i juli 1944 på väg från Menstad i Norge till svenska Öresundshamnar med en last av salpeter, då fartyget natten till den 20 juli minsprängdes mellan Paternoster och Vinga, varvid tre man omkom. Andre styrman F. Ekblom, förestånderskan Ingeborg Pettersson och eldaren A. Wollberg skadades. Katastrofen inträffade kl 01:30. Vädret var lugnt med kraftig sjöhävning. Styrman Ekblom hade befälet på bryggan, där även lotsförman Anders Ingvar Rödström befann sig. Plötsligt skakades fartyget av en kraftig explosion. Större delen av besättningen, hade frivakt och sov i sina hytter. Alla utom eldaren Öman, som hade vakten i eldrummet, rusade upp på däck. Fartyget var redan då i sjunkande tillstånd. Efter några minuter hade ångaren med stäven före försvunnit i djupet, varvid flera av besättningen drogs ned med fartyget genom sugvattnet, för att sedan komma upp till ytan. Några man lyckades sjösätta babords livbåt och plockade sedan upp en del av dem som låg i vattnet. Elva man och en kvinna kom upp i livbåten, medan fem man och två kvinnor tog sig upp i en livflotte. Livbåten styrde mot land och i närheten av Björkö fick den bogsering av en minsvepare, som därefter gick ut och bärgade de ombordvarande på flotten. Samtliga fördes till Göteborg, där de tre skadade fick sjukhusvård.

## Omkomna
- Kapten Anders Leonard Anell, Stockholm
- Eldare Bror Isak Öman, Nordingrå
- Lotsförman Anders Ingvar Rödström, Havstensund